# Az 1840-es évek a labdarúgásban
A következő események voltak a labdarúgásban az 1840-es években a világon.

## Események
- 1848 – A Cambridge-i Egyetem bizottsága megkísérelt létrehozni egy egységes szabályrendszert a labdarúgásnak. (Ez a szabálykönyv később az Cambridge-i Szabályokként vált ismertté, és nagyszerűen hatott az egyesületi labdarúgásra, amikor 1863-ban bevezették.)
- 1849 – Cheltenhamban először alkalmaztak három hivatalos játékvezetőt egy mérkőzésen, kettőt a pályán és egyet a lelátón.

## Születések
- 1842. december 2. – Charles William Alcock, angol labdarúgó és az FA Kupa megalkotója
- 1847. június 19. – Robert Barker, angol labdarúgó
- 1847. augusztus 30. – Morton Betts, angol labdarúgó és krikettjátékos (h. 1914)
- 1848. május 16. – Ernest Bambridge, angol labdarúgó
- 1848. augusztus 22. – John Brockbank, angol labdarúgó
- 1849. március 28. – Reginald Birkett, angol labdarúgó